# Оверсан-Меркурий
Оверсан-Меркурий — первый Дата-центр компании «Оверсан». Компания ведёт деятельность на рынке инфокоммуникационных технологий с 2009 года.
«Оверсан» основана в 2009 году и с этого же момента занимается предоставлением услуг аренды стоек и выделенных серверов, при этом поддерживая IaaS и SaaS.
ИТ-инфраструктура компании «Оверсан» состоит из дата-центров «Оверсан-Меркурий» и «Оверсан-Луна». В 2016 году появилась информация о расторжении договора РКС и Оверсан-Меркурий , в результате чего клиентам было предложено вывести оборудования из дата-центра.

## Группа компаний Оверсан
- Слово «Оверсан» для названия компании заимствовано из фантастической повести братьев Стругацких «Путь на Амальтею».
- Роспатентом зарегистрирован товарный знак «Оверсан».
- Фирменный стиль компании разработан студией Артемия Лебедева и соответствует фантастической тематике названия.[3]

## Деятельность
Основные направления деятельности:
- Предоставление услуг дата-центра.
- Сдача в аренду телекоммуникационных стоек.
- Сдача в аренду серверного и телекоммуникационного оборудования.
- Размещение серверного и телекоммуникационного оборудования.
- Проектирование и прокладка волоконно-оптических каналов.
- Хранение данных.
- Обеспечение информационной безопасности, защита от сетевых атак.

Также дата-центр предоставляет услуги защиты от DDoS-атак и резервного копирования файлов клиента.

## Характеристики дата-центра
Общая площадь — около 1100 м². Две гермозоны рассчитаны на установку 150 стоек с воздушным и 50 стоек с жидкостным охлаждением. Полная подведённая мощность трансформаторов составляет 5630 кВа. Особенности технологических процессов и функционирования элементов дата-центра позволяют отнести его к объектам особой группы первой категории надёжности по правилам устройства электроустановок. Имеются оптоволоконные каналы до ООО «ММТС № 9» и ООО «ММТС №10» пропускной способностью от 70 до 400 Гбит/с. Генеральный директор компании Макхост в 2010 году высказал сомнение, что данный дата центр принадлежит «Оверсан-Меркурий» и назвал другого владельца — ФГУП РНИИ КП.

## Факты
- В марте 2010 года компания «Оверсан-Меркурий» представляет новую услугу виртуализации «Масштабируемый виртуальный комплекс на базе VMware vSphere».[6]
- Компания «Оверсан-Меркурий» является сертифицированным партнёром «1С-Битрикс»[7].
- В апреле 2010 года в результате финансового конфликта, причиной которого явилась по мнению «Оверсан-Меркурий» неуплата задолженности за услуги дата-центра, компания отключила оборудование хостинг-провайдера «Макхост». Событие получило большой резонанс в СМИ и интернет-сообществе[8]. Генеральный директор Макхост выдвинул свою версию событий по которой оборудование принадлежало якобы им[5]. Прекратили свою работу около 30 тысяч сайтов, в основном российских.
- В газете www.marker.ru компания была обвинена во включении в мошеннические схемы по «отмыванию» денег, полученных по госзаказу в ФГУП НИИКП, в дочерние компании ЗАО «НПО КП»[9].
- 24 августа 2010 «Оверсан» выдержал одну из самых мощных DDoS-атак в Рунете[10].